# 吉兰丹福建话
吉兰丹土生福建話或吉蘭丹福建話是一種约有20,000人使用，主要分布在马来西亚东北部一帶，特別是吉兰丹州，基本上是福建話、吉兰丹马来语、南部泰语之間的混合語言，近來也受了許多標準馬來語的影響。大部分福建话使用者並无法完全理解吉蘭丹福建話，且某些吉蘭丹福建話使用者不认为自己是福建裔人士。